# Serrat de Castellà
El Serrat de Castellà és una muntanya de 943 metres que es troba al municipi de Lladurs, a la comarca catalana del Solsonès.